# Walter Maślankiewicz

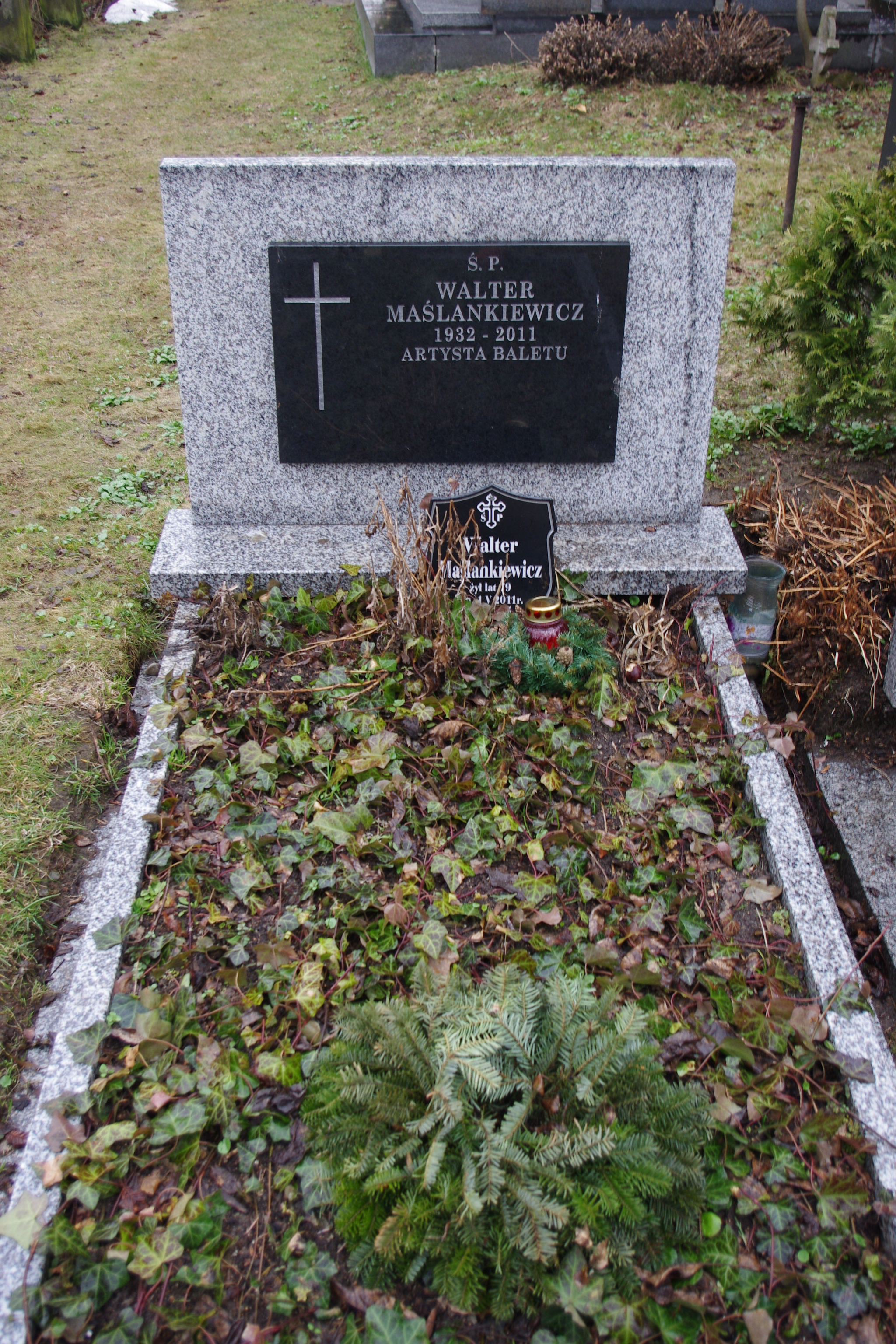
Grób artysty baletu Waltera Maślankiewicza na Cmentarzu ewangelicko-reformowanym w Warszawie

Walter Maślankiewicz (ur. 29 kwietnia 1932, zm. 1 maja 2011) – polski tancerz baletowy i choreograf. 
Był solistą Opery Śląskiej. W latach 1955–1958  występował w Centralnym Zespole Artystycznym Wojska Polskiego,  a następnie związany był z Państwową Operą Objazdową w Warszawie. 
W latach 1962–1976 występuje w znanym duecie „Han-Wal” wraz ze swoją żoną, tancerką Hanną Garlicką. Tańczyli zwykle w jego choreografiach. Wspólnie uzyskali kategorię sceniczną A. Występowali pod egidą Polskiej Agencji Artystycznej Pagart na całym świecie, m.in. w Jugosławii, Turcji, Austrii, Niemczech, Holandii, Bułgarii, Luksemburgu i Hiszpanii. 
Pochowany na cmentarzu ewangelicko-reformowanym w Warszawie (kwatera T-3-13).